# Suzy Batkovic
Suzy Batkovic, född den 17 december 1980 i Lambton, New South Wales, är en australisk basketspelare som tog tog OS-silver 2008 i Peking. Detta var tredje gången i rad Australien tog silver vid de olympiska baskettävlingarna. Batkovic var även med i Aten och tog OS-silver 2004.

## Klubbhistorik
- Australian Institute of Sport (1996–1999)
- Sydney Flames (1999–2001, 2009–2010)
- Townsville Fire (2001–2002)
- Canberra Capitals (2010–2011)
- Adelaide Lightning (2011–idag)